# Izvestiya Akademii Nauk: Seriya Khimicheskaya
Izvestiya Akademii Nauk: Seriya Khimicheskaya (Deutsch-russische Transkription für Nachrichten der Akademie der Wissenschaften, Chemische Reihe, russisch Известия Академии Наук, Серия Химическая) ist eine wissenschaftliche Zeitschrift der Russischen Akademie der Wissenschaften mit Peer-Review. Sie wird üblicherweise mit Izv. Akad. Nauk, Ser. Khim. abgekürzt und es existiert eine englische Übersetzung im Russian Chemical Bulletin, obwohl man im Englischen auch die Bezeichnung Proceedings of the Academy of Sciences, Chemical Series findet, wenn das russische Original gemeint ist.
Izvestiya Akademii Nauk: Seriya Khimicheskaya ist der Nachfolger der vorangegangenen Zeitschrift Izvestiya Akademii Nauk SSSR, Seriya Khimicheskaya, welche von 1936 bis zum Januar 1992 publiziert wurde. Unter dem neuen Namen wird die Zeitschrift seit Februar 1992 herausgegeben. Bis 1992 wurde sie üblicherweise mit Izv. Akad. Nauk SSSR, Ser. Khim. abgekürzt. Sie hatte die ISSN 0002-3353. Sie erschien im Verlag Nauka. Sowohl in der aktuellen Zeitschrift als auch in diesem Vorläufer findet man englischsprachige Zusammenfassungen der Artikel.
Noch vor 1936 gab es den Vorläufer Izvestiya Akademii Nauk SSSR, Otdelenie Matematicheskikh i Estestvennykh Nauk, üblicherweise abgekürzt als Izv. Akad. Nauk SSSR, Otd. Mat. Estestv. Nauk mit der ISSN 0367-9586. Diese von 1928 bis 1935 erschienene Zeitschrift wurde jedoch noch in weitere Reihen aufgeteilt.